# Cuphea hyssopifolia
Cuphea hyssopifolia är en fackelblomsväxtart som beskrevs av Carl Sigismund Kunth. Cuphea hyssopifolia ingår i släktet blossblommor, och familjen fackelblomsväxter. Utöver nominatformen finns också underarten C. h. subrevoluta.

## Bildgalleri

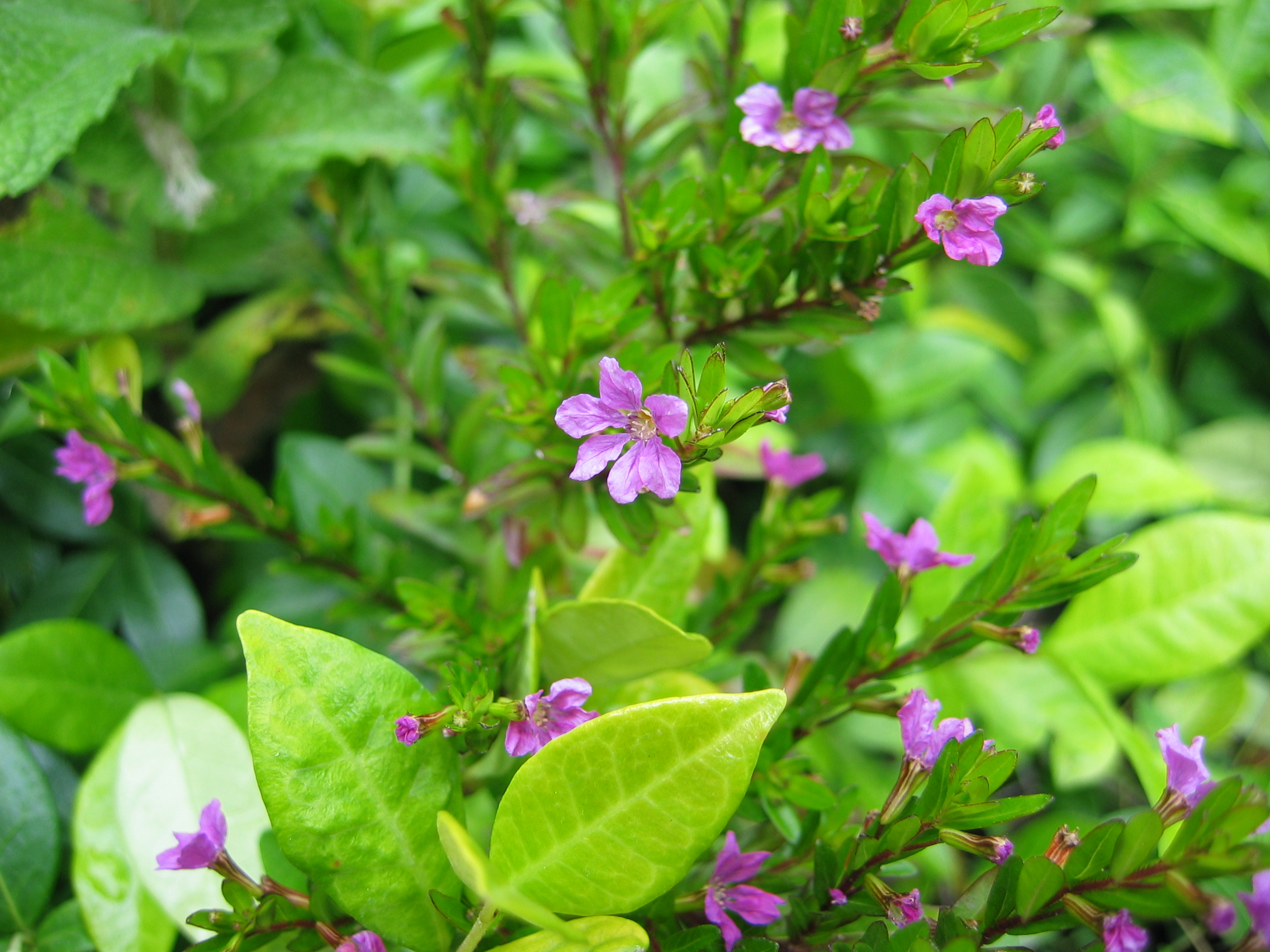